# Eleanor Parker
Eleanor Jean Parker (Cedarville, 26 giugno 1922 – Palm Springs, 9 dicembre 2013) è stata un'attrice statunitense.

## Biografia
Durante la sua infanzia, si trasferì con la famiglia a Cleveland (Ohio), dove frequentò la scuola pubblica, terminando poi gli studi alla Shaw High School. Nel 1941, all'età di 19 anni, firmò un contratto con la Warner Bros., ottenendo un piccolo ruolo nel film La storia del generale Custer (1942) di Raoul Walsh, ma la sua parte venne eliminata in sede di montaggio. Fu lei a rompere la bottiglia di champagne all'inaugurazione della celebre tratta ferroviaria California Zephyr a San Francisco, il 19 marzo 1949.
Ottenne la sua prima candidatura al premio Oscar alla miglior attrice grazie al ruolo interpretato nel film Prima colpa (1950) di John Cromwell, che le valse anche la Coppa Volpi per la migliore interpretazione femminile al Festival di Venezia. Seguirono altre candidature, nel 1951 per il film Pietà per i giusti (1951) di William Wyler, accanto a Kirk Douglas, e nel 1955 per il film Oltre il destino (1955) di Curtis Bernhardt, in cui interpretò la cantante lirica Marjorie Lawrence.

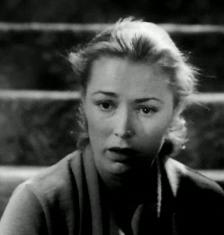
Eleanor Parker ne La donna delle tenebre (1957)

Nell'arco della sua lunga carriera la Parker recitò accanto a celebri divi dello schermo, quali John Garfield in C'è sempre un domani (1946) di Delmer Daves, Humphrey Bogart in Assalto al cielo (1950) di Stuart Heisler, Robert Taylor in Il prezzo del dovere (1952) di Melvin Frank e Norman Panama, La valle dei re (1954) di Robert Pirosh e Un napoletano nel Far West (1955) di Roy Rowland, Stewart Granger in Scaramouche (1952) di George Sidney, Charlton Heston in Furia bianca (1954) di Byron Haskin, William Holden in L'assedio delle sette frecce (1954) di John Sturges, Glenn Ford in Oltre il destino (1955) di Curtis Bernhardt, Frank Sinatra in L'uomo dal braccio d'oro (1955) di Otto Preminger e Un uomo da vendere (1959) di Frank Capra, Clark Gable in Un re per quattro regine (1957) di Raoul Walsh e Robert Mitchum in A casa dopo l'uragano (1960) di Vincente Minnelli.
Fra i suoi ruoli più celebri, quello della baronessa Elsa Schroeder nel musical Tutti insieme appassionatamente (1965) di Robert Wise, al fianco di Julie Andrews e Christopher Plummer. Successivamente recitò, tra gli altri, nei film Panic Button... Operazione fisco! (1964) di George Sherman e Giuliano Carnimeo, Tramonto di un idolo (1966) di Russell Rouse, Il tigre (1967) di Dino Risi, ove interpretava la moglie di Vittorio Gassman, e Il terrore negli occhi del gatto (1969) di David Lowell Rich. La sua ultima apparizione sul grande schermo fu nel film Sunburn - Bruciata dal sole (1979) di Richard C. Sarafian, accanto a Farrah Fawcett. Lavorò anche per la televisione, partecipando a numerosi episodi delle serie Love Boat e Fantasilandia, e fu anche un'apprezzata attrice teatrale: interpretò, tra gli altri, Applause, la versione musical di Eva contro Eva, e La notte dell'iguana.

## Vita privata
Eleanor Parker si sposò quattro volte. Dal 1943 al 1944 con Fred Losee; dal 1946 al 1953 con Bert E. Friedlob, da cui ebbe tre figli, Susan Eleanor (1948), Sharon Anne (1950) e Richard Parker (1952). Il terzo matrimonio durò dal 1954 al 1965 con Paul Clemens, da cui ebbe un figlio, Paul Day (1958). Il quarto e ultimo matrimonio con Raymond Hirsch (sposato nel 1966) durò fino alla morte di lui nel 2001.
Morì a 91 anni per le complicazioni di una polmonite.

## Filmografia

### Cinema

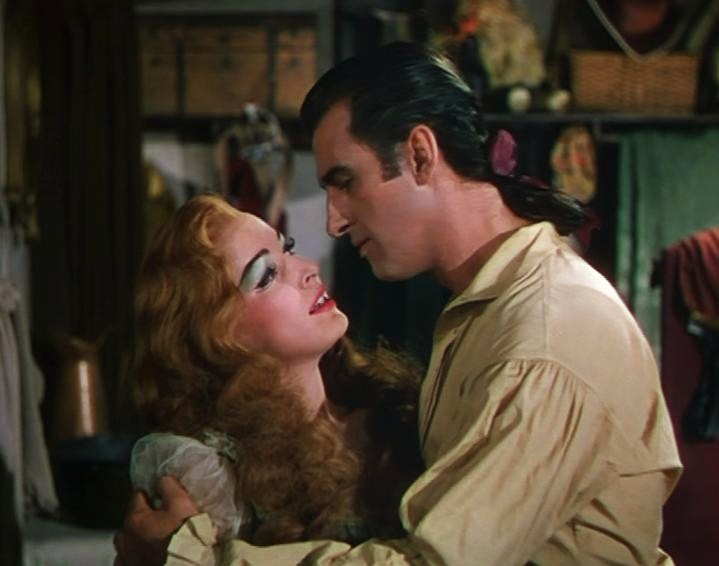
Eleanor Parker con Stewart Granger in Scaramouche (1952)

- La storia del generale Custer (They Died with Their Boots On), regia di Raoul Walsh (1941) (scene cancellate)
- Soldiers in White, regia di B. Reeves Eason (1942)
- Il terrore di Chicago (The Big Shot), regia di Lewis Seiler (1942) (voce, non accreditata)
- Men of the Sky, regia di B. Reeves Eason (1942)
- Busses Roar, regia di D. Ross Lederman (1942)
- Vaudeville Days, regia di LeRoy Prinz (1942) (non accreditata)
- The Mysterious Doctor, regia di Benjamin Stoloff (1943)
- Mission to Moscow, regia di Michael Curtiz (1943)
- Destinazione Tokio (Destination Tokyo), regia di Delmer Daves (1943) (voce, non accreditata)
- Tra due mondi (Between Two Worlds), regia di Edward A. Blatt (1944)
- Atlantic City, regia di Ray McCarey (1944)
- Crime by Night, regia di William Clemens (1944)
- The Last Ride, regia di D. Ross Lederman (1944)
- The Very Thought of You, regia di Delmer Daves (1944)
- Ho baciato una stella (Hollywood Canteen), regia di Delmer Daves (1944)
- C'è sempre un domani (Pride of the Marines), regia di Delmer Daves (1945)
- Schiavo d'amore (Of Human Bondage), regia di Edmund Goulding (1946)
- Preferisco mio marito (Never Say Goodbye), regia di James V. Kern (1946)
- Non mi sfuggirai (Escape Me Never), regia di Peter Godfrey (1947)
- La voce della tortora (The Voice of the Turtle), regia di Irving Rapper (1947)
- La castellana bianca (The Woman in White), regia di Peter Godfrey (1948)
- Assalto al cielo (Chain Lightning), regia di Stuart Heisler (1950)
- Prima colpa (Caged), regia di John Cromwell (1950)
- Tre segreti (Three Secrets), regia di Robert Wise (1950)
- Rodolfo Valentino (Valentino), regia di Lewis Allen (1951)
- Gli amori di Cristina (A Millionaire for Christy), regia di George Marshall (1951)
- Pietà per i giusti (Detective Story), regia di William Wyler (1951)
- Scaramouche, regia di George Sidney (1952)
- Il prezzo del dovere (Above and Beyond), regia di Melvin Frank e Norman Panama (1952)
- L'assedio delle sette frecce (Escape from Fort Bravo), regia di John Sturges (1953)
- Furia bianca (The Naked Jungle), regia di Byron Haskin (1954)
- La valle dei re (Valley of the Kings), regia di Robert Pirosh (1954)
- Un napoletano nel Far West (Many Rivers to Cross), regia di Roy Rowland (1955)
- Oltre il destino (Interrupted Melody), regia di Curtis Bernhardt (1955)
- L'uomo dal braccio d'oro (The Man with the Golden Arm), regia di Otto Preminger (1955)
- Un re per quattro regine (The King and Four Queens), regia di Raoul Walsh (1956)
- La donna delle tenebre (Lizzie), regia di Hugo Haas (1957)
- Il settimo peccato (The Seventh Sin), regia di Ronald Neame (1957)
- Un uomo da vendere (A Hole in the Head), regia di Frank Capra (1959)
- A casa dopo l'uragano (Home from the Hill), regia di Vincente Minnelli (1960)
- Ritorno a Peyton Place (Return to Peyton Place), regia di José Ferrer (1961)
- Inferno a Madison Avenue (Madison Avenue), regia di H. Bruce Humberstone (1962)
- Panic Button... Operazione fisco! (Panic Button), regia di George Sherman e Giuliano Carnimeo (1964)
- Tutti insieme appassionatamente (The Sound of Music), regia di Robert Wise (1965)
- Tramonto di un idolo (The Oscar), regia di Russell Rouse (1966)
- Vivi e lascia morire (An American Dream), regia di Robert Gist (1966)
- Agente 4K2 chiede aiuto (Warning Shot), regia di Buzz Kulik (1967)
- Il tigre, regia di Dino Risi (1967)
- How to Steal the World, regia di Sutton Roley (1968)
- Il terrore negli occhi del gatto (Eye of the Cat), regia di David Lowell Rich (1969)
- Sunburn - Bruciata dal sole (Sunburn), regia di Richard C. Sarafian (1979)

### Televisione
- The Gambler, the Nun and the Radio, regia di James B. Clark e Albert Marre – film TV (1960)
- Scacco matto (Checkmate) – serie TV, episodio 2x14 (1962)
- Convoy – serie TV, episodio 1x05 (1965)
- Pattini d'argento (Hans Brinker), regia di Robert Scheerer – film TV (1969)
- Bracken's World – serie TV (1969-1970)
- Maybe I'll Come Home in the Spring, regia di Joseph Sargent – film TV (1971)
- Vanished, regia di Buzz Kulik – film TV (1971)
- Ghost Story – serie TV, episodio 1x07 (1972)
- Home for the Holidays, regia di John Llewellyn Moxey – film TV (1972)
- The Great American Beauty Contest, regia di Robert Day – film TV (1973)
- Guess Who's Coming to Dinner, regia di Stanley Kramer – film TV (1975)
- Fantasilandia (Fantasy Island) – serie TV (1977-1983)
- Il bastardo (The Bastard), regia di Lee H. Katzin – miniserie TV (1978)
- She's Dressed to Kill, regia di Gus Trikonis – film TV (1979)
- Once Upon a Spy, regia di Ivan Nagy – film TV (1980)
- Madame X, regia di Robert Ellis Miller – film TV (1981)
- Hotel – serie TV, episodio 1x10 (1983)
- La signora in giallo (Murder, She Wrote) – serie TV, episodio 3x10 (1986)
- L'oro di Blake (Dead on the Money), regia di Mark Cullingham – film TV (1991)

## Teatro
- Applause, colonna sonora di Charles Strouse, testi di Lee Adams, libretto di Betty Comden e Betty Comden, regia di Ron Field. Tour statunitense (1971)
- La notte dell'iguana, di Tennessee Williams, regia di Joseph Hardy. Ahmanson Theatre di Los Angeles (1975)
- Pal Joey, colonna sonora di Richard Rodgers, testi di Lorenz Hart, libretto di John O'Hara, regia di Theodore Mann. Circle in the Square Theatre di Broadway (1976)

## Riconoscimenti

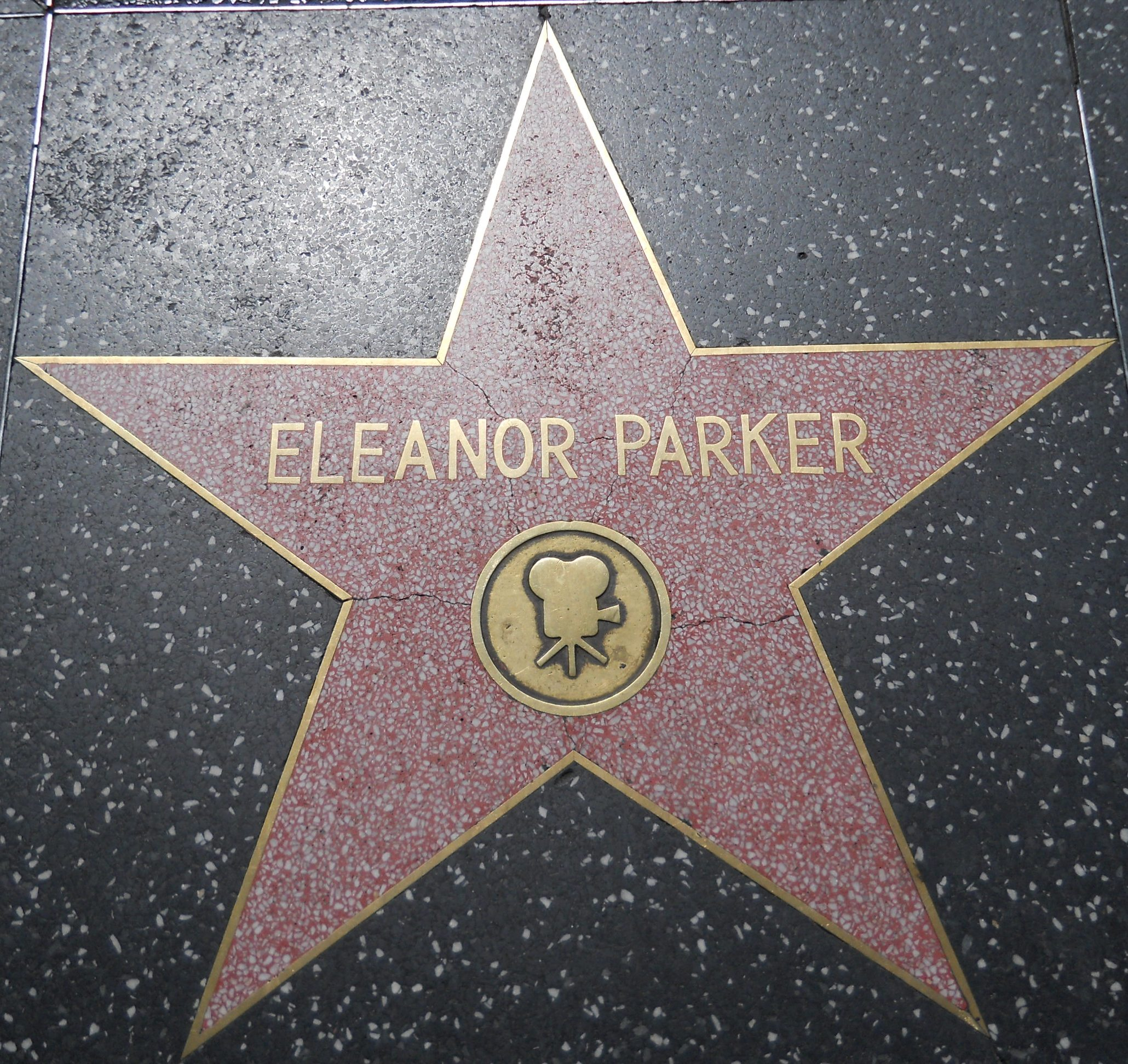
La stella dell'attrice sulla Hollywood Walk of Fame

Nel 1960 le venne assegnata una stella sulla Hollywood Walk of Fame al 6340 di Hollywood Blvd per il suo contributo all'industria cinematografica.
- Premio Oscar
  - 1951 – Candidatura per la miglior attrice protagonista per Prima colpa
  - 1952 – Candidatura per la miglior attrice protagonista per Pietà per i giusti
  - 1956 – Candidatura per la miglior attrice protagonista per Oltre il destino
- Golden Globe
  - 1970 – Candidatura per la miglior attrice in una serie drammatica per Bracken's World
- Mostra internazionale d'arte cinematografica di Venezia
  - 1950 – Coppa Volpi per la migliore interpretazione femminile per Prima colpa
- Primetime Emmy Awards
  - 1963 – Candidatura per la miglior attrice protagonista in un singolo episodio di una serie televisiva per The Eleventh Hours (episodio Why Am I Grown So Cold?)

## Doppiatrici italiane
- Rosetta Calavetta in Gli amori di Cristina, Scaramouche, Il prezzo del dovere, L'assedio delle sette frecce, La valle dei re, Un napoletano nel Far West, Oltre il destino, L'uomo dal braccio d'oro, Un re per quattro regine, La donna nelle tenebre, A casa dopo l'uragano, Agente 4K2 chiede aiuto
- Lydia Simoneschi in C'è sempre un domani, La castellana bianca, Rodolfo Valentino, Pietà per i giusti, Panic Button... Operazione fisco!
- Dhia Cristiani in Assalto al cielo, Prima colpa, Tre segreti, Ritorno a Peyton Place, Inferno a Madison Avenue
- Andreina Pagnani in Furia bianca, Tutti insieme appassionatamente
- Anna Miserocchi in Il terrore negli occhi del gatto, Sunburn - Bruciata dal sole
- Renata Marini in Preferisco mio marito
- Rina Morelli in La voce della tortora
- Maria Pia Di Meo in Un uomo da vendere
- Benita Martini in Il tigre
- Alina Moradei in Love Boat
- Mirella Pace in Detective per amore
- Valeria Valeri in La signora in giallo

Da doppiatrice è sostituita da:
- Dhia Cristiani in Destinazione Tokio